# Strangalia baluensis
Strangalia baluensis là một loài bọ cánh cứng trong họ Cerambycidae.